# 870년대
870년대는 870년부터 879년까지를 가리킨다.